# Etawah (miasto)
Etawah – miasto w północnych Indiach w stanie Uttar Pradesh, na Nizinie Hindustańskiej.
Populacja miasta w 2001 roku wynosiła 211 460 mieszkańców.